# リフレクション (2021年の映画)
リフレクション（ウクライナ語: Відблиск、ローマ字：Vidblysk、英語: Reflection）は、2021年に制作されたヴァレンチン・ヴァシャノヴィチ監督によるウクライナのドラマ映画。

## 概要
2021年9月6日に第76回ヴェネツィア国際映画祭で初演され、金獅子賞を競うためにノミネートされた。2022年にウクライナで公開予定。
日本では、ロシアとの戦争終結後を描いた同監督の作品『アトランティス』(2019年) とともに2022年6月25日より劇場公開された。

## あらすじ
この映画は、ウクライナ東部でのロシア・ウクライナ戦争での戦闘の1つで、2014年にロシア軍に捕らえられたウクライナ軍の外科医セルヒイを主人公とにしている。捕虜として捕えられた間に、セルヒイは、拷問、レイプ、捕虜に対する非人間的な行動の他のさまざまな恐ろしい場面を目撃する。その後すぐに、ロシアとウクライナの間の捕虜交換の一環として、セルヒイは捕虜から解放され、戦前の通常の日常生活に戻り、囚人として目撃した恐怖がまだ彼を悩ませていることを気づく。帰還後のトラウマと戦うのを助けるためにセルヒイは、彼の元妻と、戦争で最近親しい人を失ったことに苦しみ、疎遠になった12歳の娘ポリーナとの関係を修正しようと決心する。セルヒイがポリーナとより多くの時間を過ごし、愛する人の喪失から彼女が前進するのを助けようとするにつれて、彼は徐々に彼自身の心的外傷後の恐怖と不安に立ち向かい始める。

## 制作クルー
- 監督：ヴァレンチヌ・ヴァシャノヴィッチ
- 脚本：Valentyn Vasyanovych
- 撮影監督：Valentyn Vasyanovych
- 編集者：Valentyn Vasyanovych
- プロデューサー：Valentyn Vasyanovych、Iya Myslyts'ka、Volodymyr Yatsenko、Anna Sobolevska
- プロダクション・デザイナー：Vladlen Odudenko
- 音響監督：Serhiy Stepanksyi
- 衣装デザイナー：オレナ・ヘルマネンコ
- メイク：ハンナ・ルカシェンコ
- カメラマン：Yuriy Dunay
- キャスティング：Tetiana Symon

## キャスト
- セルゲイ役のロマン・ラトスキー [ uk ]
- ポリーナ役としてのNika Myslyts'ka
- オルハ役のナディヤ・レフチェンコ
- Andriy役としてのAndriy Rymaruk
- 外科医役としてのOleksandr Danyliuk
- 心理学者としてのAndrii Senchuk
- 刑務所長としてのIhor Shulha
- 拷問を受けたウクライナの囚人としてのドミトロ・ソバ
- ロシアのFSB役員としてのスタニスラフ・アセエフ

## 公開

### 映画祭公開
- 2020年1月、リフレクションはフランスのレザルク（英語版）での映画祭'Works in Progress 2020'においてAlphapanda Audience Engagement賞を受賞した[5]。2020年1月から2月の後半にベルリン国際映画祭の共同製作映画でリフレクションが発表された[6][7][8]。
- 2021年7月初旬、映画配給会社のNew Europe Film Sales（英語版） がリフレクションの国際配給権を取得したことが発表された[9][10][11]。同月2021年7月、映画配給会社Arthouse Trafficがウクライナの配給権を取得したことも発表された。
- 2021年7月下旬、映画のプロデューサーの1人であるヴォロディームィル・ヤツェンコは、現在、カンヌ映画祭とヴェネツィア映画祭の間で、リフレクションの世界初演の会場となる権利をめぐって競争が行われていると述べた[12]。最終的に後者が勝利し、その結果、映画の初演は2021年9月6日に第78回ヴェネツィア国際映画祭で行われ、そこで金獅子賞を競うためにノミネートされた[1][2][3][4][13]。
- 10月、この映画は、第50回モントリオール映画祭で、アンコントンナーブル・セクションの一部として上映された。

### 劇場公開
映画は2022年にウクライナで広く劇場公開される予定。ウクライナでの配給会社はArthouse Traffic。

## 受賞とノミネート
| 賞                     | 賞               | 賞       | 賞                             | 賞     |
| 賞                     | Date of ceremony | 部門     | Recipients and nominees        | 結果   |
| ---------------------- | ---------------- | -------- | ------------------------------ | ------ |
| ヴェネツィア国際映画祭 | 2021年9月6日     | 金獅子賞 | ヴァレンチン・ヴァシャノヴィチ | 未決定 |